# Puchar Ministra Obrony Narodowej
La Puchar Ministra Obrony Narodowej (en español: Copa del Ministro de la Defensa Nacional) es una carrera ciclista profesional de un día polaca; que se disputa en el mes de agosto, siete días después del Memoriał Henryka Łasaka y seis días después del Puchar Uzdrowisk Karpackich.
Se creó en 2003 dentro de la categoría 1.5 (última categoría del profesionalismo). Desde la creación de los Circuitos Continentales UCI en 2005 forma parte de UCI Europe Tour, dentro de la categoría 1.2 (igualmente última categoría del profesionalismo).

## Palmarés
| Año  | Ganador                | Segundo                  | Tercero                  |
| ---- | ---------------------- | ------------------------ | ------------------------ |
| 1958 | Adam Wisniewski        | Marian Więckowski        | Mieczysław Wilczewski    |
| 1959 | Janusz Paradowski      | Mieczysław Wilczewski    | Jerzy Jankowski          |
| 1960 | Jan Chtiej             | Mieczysław Wilczewski    | Stanisław Królak         |
| 1961 | Franciszek Kosela      | Jan Kudra                | Bogusław Fornalczyk      |
| 1962 | Tadeusz Zadrożny       | Józef Gawliczek          | Stanisław Królak         |
| 1963 | Zygfryd Widera         | Bogdan Błaszczyk         | Ginter Chmura            |
| 1964 | Ryszard Szałapski      | Józef Staroń             | Jerzy Linde              |
| 1965 | Tadeusz Zadrożny       | Jan Ścibiorek            | Stanisław Pawłowski      |
| 1966 | Zygmunt Hanusik        | Wojciech Goszczyński     | Ryszard Szałapski        |
| 1967 | Daniel Gráč            | Marian Forma             | Jan Magiera              |
| 1968 | Stanisław Demel        | Jan Magiera              | Józef Beker              |
| 1969 | Tadeusz Szpak          | Lech Kluj                | Tadeusz Prasek           |
| 1970 | Zygmunt Hanusik        | Pranas Knieža            | Wiesław Jezierski        |
| 1971 | Zenon Czechowski       | Stanisław Szozda         | Zbigniew Bielski         |
| 1972 | Stanisław Szozda       | Jan Smyrak               | Stanisław Labocha        |
| 1973 | Michal Klasa           | Dieter Gonschorek        | Ryszard Szurkowski       |
| 1974 | Vītauts Gaļinauskas    | Stanisław Boniecki       | Milan Puzrla             |
| 1975 | Aleksandr Averin       | Miroslav Sýkora          | Stefan Piasecki          |
| 1976 | Tadeusz Mytnik         | Petr Pavlíček            | Tadeusz Zawada           |
| 1977 | Ryszard Szurkowski     | Czesław Lang             | Janusz Kowalski          |
| 1978 | Lechosław Michalak     | Rudolf Hejhal            | Krzysztof Sujka          |
| 1979 | Lechosław Michalak     | Czesław Lang             | Ryszard Szurkowski       |
| 1980 | Ryszard Szurkowski     | Zbigniew Szczepkowski    | Krzysztof Sujka          |
| 1981 | Adam Zagajewski        | Czesław Lang             | Ryszard Szurkowski       |
| 1982 | Zbigniew Szczepkowski  | Adam Zagajewski          | Ramazan Galaletdinov     |
| 1983 | Zbigniew Szczepkowski  | Ryszard Szurkowski       | Adam Zagajewski          |
| 1984 | Lechosław Michalak     | Dzhamolidin Abduzhaparov | Hardy Gröger             |
| 1985 | Vladímir Pulnikov      | Vladimir Muravskis       | Dzhamolidin Abduzhaparov |
| 1986 | Uldis Ansons           | Zbigniew Szczepkowski    | Dzhamolidin Abduzhaparov |
| 1987 | Uldis Ansons           | Lechosław Michalak       | Andréi Chmil             |
| 1988 | Uldis Ansons           | Jarosław Chojnacki       | Roberts Vinovskis        |
| 1989 | Jarosław Chojnacki     | Sławomir Krawczyk        | Adam Wolański            |
| 1990 | Sławomir Krawczyk      | Jarosław Chojnacki       | Radoslav Romanik         |
| 1991 | Zbigniew Ludwiniak     | Jarosław Wsół            | Ľudovít Nazarej          |
| 1995 | Przemysław Mikołajczyk | Jarosław Chojnacki       | Artur Krzeszowiec        |
| 1996 | Mariusz Bilewski       | Sławomir Chrzanowski     | Oleg Ruban               |
| 1997 | Grzegorz Wajs          | Paweł Niedźwiecki        | Krystian Zajdel          |
| 1998 | Przemysław Mikołajczyk | Zbigniew Piątek          | Radoslav Romanik         |
| 1999 | Grzegorz Rosoliński    | Radoslav Romanik         | Marek Kamiński           |
| 2000 | Hubert Nowak           | Marcin Lewandowski       | Arkadiusz Korycki        |
| 2001 | Kazimierz Stafiej      | Krzysztof Spławski       | Krzysztof Jeżowski       |
| 2002 | Raimondas Vilčinskas   | Wojciech Pawlak          | Bartłomiej Ksobiak       |
| 2003 | Kazimierz Stafiej      | Wojciech Pawlak          | Ján Valach               |
| 2004 | Adam Wadecki           | Grzegorz Żołędziowski    | Marcin Lewandowski       |
| 2005 | Grzegorz Żołędziowski  | Fabio Masotti            | Robert Radosz            |
| 2006 | Marcin Gębka           | Krzysztof Jeżowski       | Dariusz Rudnicki         |
| 2007 | Tarmo Raudsepp         | Kazimierz Stafiej        | Aleksejs Saramotins      |
| 2008 | Bartłomiej Matysiak    | Radoslav Romanik         | Tomasz Lisowicz          |
| 2009 | Tomasz Kiendyś         | Kanstantin Klimiankou    | Mateusz Taciak           |
| 2010 | Bartłomiej Matysiak    | Mateusz Taciak           | Adrian Honkisz           |
| 2011 | Tomasz Kiendyś         | Radoslav Romanik         | Matej Jurčo              |
| 2012 | Damian Walczak         | Anatoliy Pakhtusov       | Tomasz Smoleń            |
| 2013 | Bartłomiej Matysiak    | Mateusz Komar            | Łukasz Bodnar            |
| 2014 | Konrad Dąbkowski       | Grzegorz Stępniak        | Erik Baška               |
| 2015 | Erik Baška             | Grzegorz Stępniak        | Konrad Dąbkowski         |
| 2016 | Alois Kaňkovský        | Eryk Latoń               | Bartłomiej Matysiak      |
| 2017 | Alois Kaňkovský        | Eryk Latoń               | Sylwester Janiszewski    |
| 2019 | Norman Vahtra          | Siim Kiskonen            | Norbert Banaszek         |
| 2020 | Felix Groß             | Markus Pajur             | Stanisław Aniołkowski    |
| 2021 | Louis Bendixen         | Tord Gudmestad           | Patryk Stosz             |
| 2022 | Jesper Rasch           | Bartłomiej Proć          | Dennis van der Horst     |
| 2023 | Bartosz Rudyk          | Eduard-Michael Grosu     | Dennis van der Horst     |
| 2024 | Konrad Czabok          | Alexander Arnt Hansen    | Rick Ottema              |

## Palmarés por países
| País            | Victorias |
| --------------- | --------- |
| Polonia         | 47        |
| Unión Soviética | 6         |
| Suiza           | 4         |
| Estonia         | 2         |
| Lituania        | 1         |
| Eslovaquia      | 1         |
| Alemania        | 1         |
| Dinamarca       | 1         |
| Países Bajos    | 1         |